# Madden NFL 2003
Madden NFL 2003 är ett amerikanskt fotbollsimuleringsdatorspel baserat på NFL som utvecklades av EA Tiburon och Budcat Creations och publicerades av EA Sports. Den 14:e delen av Madden NFL-serien innehåller spelet tidigare St. Louis Rams som trycker tillbaka Marshall Faulk på omslaget. Den här utgåvan av Madden var den första som har EA Trax, Mini Camp-läget och att presentera John Madden och Al Michaels som kommentatorer, som tog över för Pat Summerall. Spelet släpptes den 12 augusti 2002 för Game Boy Advance, Microsoft Windows, Nintendo GameCube, PlayStation, PlayStation 2 och Xbox.